# Дубочак
Дубочак (алб. Duboçak) је насељено место у општини Пећ, на Косову и Метохији. Према попису становништва из 2011. насеље више нема становника.

## Становништво
Према званичним пописима, Дубочак је имао следећи број становника:
| Демографија | Демографија | Демографија |
| Година      | Становника  | Становника  |
| ----------- | ----------- | ----------- |
| 1948.       | 132         |             |
| 1953.       | 186         |             |
| 1961.       | 189         |             |
| 1971.       | 160         |             |
| 1981.       | 71          |             |
| 1991.       | 89          |             |
| 2011.       | 0           |             |